# Luis Ángel de las Heras Berzal

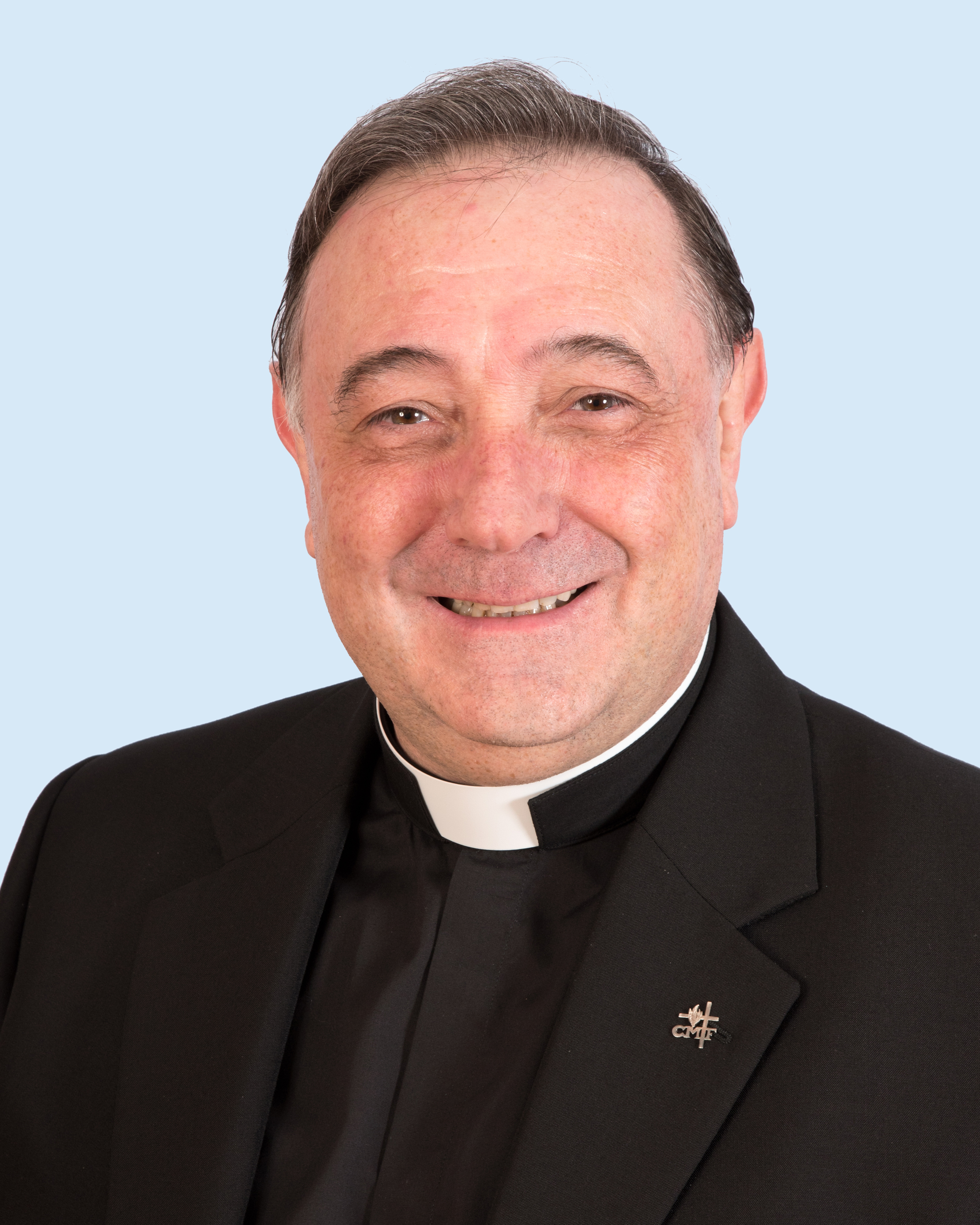
Bischof Luis Ángel de las Heras

Wappen von Luis Ángel de las Heras Berzal

Luis Ángel de las Heras Berzal CMF (* 14. Juni 1963 in Segovia, Kastilien und León) ist ein spanischer Ordensgeistlicher und römisch-katholischer Bischof von León.

## Leben
Luis Ángel de las Heras Berzal trat 1981 der Ordensgemeinschaft der Claretiner bei und legte am 26. April 1986 nach dem Studium der Philosophie und der Katholischen Theologie die ewige Profess ab. Anschließend studierte er Bildungswissenschaften an der Päpstlichen Universität Comillas. In dieser Zeit war er Verantwortlicher für die Jugendpastoral der Claretiner in Kastilien. Luis Ángel de las Heras Berzal empfing am 29. Oktober 1988 das Sakrament der Priesterweihe.
Nach der Priesterweihe widmete sich Luis Ángel de las Heras Berzal zunächst der pastoralen Arbeit mit Kindern und Jugendlichen in schwierigen Situationen sowie mit Emigranten und Drogenabhängigen. Zudem war er als Ausbilder für die Postulanten, Novizenmeister, Provinzialvikar und Präfekt tätig. 2004 wurde er Delegat für die Ausbildung der Claretiner in Kastilien und León sowie in Aragonien. Von 2007 bis 2012 war Luis Ángel de las Heras Berzal Studienpräfekt und lehrte am Theologischen Institut für Ordensleben und an der Schule Regina Apostolorum in Madrid. 2012 wurde er Provinzial der Ordensprovinz Santiago de Compostela der Claretiner und Präsident der Vereinigung der spanischen Ordensleute (CONFER).
Am 16. März 2016 ernannte ihn Papst Franziskus zum Bischof von Mondoñedo-Ferrol. Der Erzbischof von Santiago de Compostola, Julián Barrio Barrio, spendete ihm am 7. Mai desselben Jahres die Bischofsweihe. Mitkonsekratoren waren der Apostolische Nuntius in Spanien, Erzbischof Renzo Fratini, und der emeritierte Erzbischof von Pamplona y Tudela, Fernando Sebastián Kardinal Aguilar CMF.
Am 21. Oktober 2020 ernannte ihn Papst Franziskus zum Bischof von León. Die Amtseinführung erfolgte am 19. Dezember desselben Jahres.